# SS Belgenland (1914)
SS Belgenland byl parník postavený roku 1914 v loděnicích Harland & Wolff v Belfastu pro Red Star Line. Parník o hrubé prostornosti 24 547 BRT byl v roce 1917 prodán White Star Line, přejmenován na Belgic a sloužil jako nákladní loď bez prostorů pro cestující. V roce 1923 byl vrácen Red Star Line a přestavěn - byl přidán třetí komín, sejmut třetí stěžeň, dodělány extra paluby a přejmenován zpět na Belgenland. Sloužil na trase Antverpy – Southampton – New York. V roce 1936 byl ve Skotsku sešrotován.